# Eleições estaduais em Goiás em 1965
As eleições estaduais em Goiás em 1965 ocorreram em 3 de outubro como parte das eleições gerais em onze estados cujos governadores exerciam um mandato de cinco anos, embora o pleito em Alagoas tenha sido anulado por razões legais.
Vitoriosa a Revolução de 1930, o presidente Getúlio Vargas deu a Pedro Ludovico Teixeira o cargo de interventor federal e este permaneceu no poder até a realização de eleições em 1945 onde o PSD elegeu os dois senadores e conquistou mais de setenta por cento das cadeiras em jogo à Câmara dos Deputados. Tal demonstração de força caiu por terra quando a UDN elegeu o governador Coimbra Bueno e o senador Alfredo Nasser em 1947, embora seus adversários tenham ocupado metade da Assembleia Legislativa de Goiás. Obrigado a rever suas estratégias, o pessedismo transpôs a década de 1950 colecionando vitórias na disputa pelo Palácio das Esmeraldas graças aos triunfos de Pedro Ludovico Teixeira, José Ludovico de Almeida e José Feliciano Ferreira, este último eleito para um mandato de apenas dois anos a fim de permitir a eleição de Mauro Borges em 1960. Empossado no ano seguinte, atuou em prol de João Goulart na presidência da República após a renúncia de Jânio Quadros. Com a vitória do Regime Militar de 1964, Mauro Borges foi retirado do governo em novembro por intervenção federal dando lugar a Carlos de Meira Matos até a eleição do governador Emílio Ribas e do vice-governador Almir Turisco de Araújo por via indireta em janeiro de 1965.
Em outubro aconteceu a eleição direta para o governo estadual com a vitória de Otávio Lage de Siqueira. Nascido em Buriti Alegre, formou-se engenheiro civil pela Universidade de São Paulo e trabalhou no Departamento Nacional de Estradas de Ferro. Empresário, elegeu-se prefeito de Goianésia em 1962. Filho de Jales Machado de Siqueira, sua vitória na disputa pelo Palácio das Esmeraldas recolocou a UDN no poder pela primeira vez desde o triunfo de Coimbra Bueno há dezoito anos encerrando um ciclo onde imperou o grupo do senador Pedro Ludovico Teixeira.  
O vice-governador eleito é Osires Teixeira. Natural de Santa Cruz de Goiás, é advogado pela Universidade Federal de Goiás e economista pela Pontifícia Universidade Católica de Goiás e especialista em Administração Pública pela Fundação Getúlio Vargas. Funcionário da Assembleia Legislativa de Goiás e jornalista, foi o 29° grão-mestre do Grande Oriente do Brasil. Consultor jurídico da prefeitura de Itapuranga e da Comissão Federal de Abastecimento e Preços, foi eleito deputado estadual via PSD em 1962 e mais tarde ingressou no PTB.
Na mesma oportunidade o comerciante João Abraão venceu, sob a legenda do PSD, uma eleição extemporânea para senador a fim de preencher a vaga aberta com a cassação de Juscelino Kubitschek pelo Ato Institucional Número Um em 1964. Este último, frise-se, foi eleito num pleito extraordinário convocado em 1961 devido à renúncia do senador Taciano de Melo e seu suplente.

## Resultado da eleição para governador
Em relação à disputa pelo governo estadual os arquivos do Tribunal Superior Eleitoral informam o comparecimento de 384.351 eleitores, dos quais 357.771 foram votos nominais ou votos válidos. Foram apurados também 15.004 votos em branco (3,90%) 11.576 votos nulos (3,01%).
| Candidatos a governador do estado | Candidatos a vice-governador | Número | Coligação           | Votação | Percentual |
| --------------------------------- | ---------------------------- | ------ | ------------------- | ------- | ---------- |
| Otávio Lage UDN                   | Osires Teixeira PTB          | -      | UDN, PTB, PDC       | 180.962 | 50,58%     |
| José Peixoto da Silveira PSD      | Armando Storni PSD           | -      | PSD (sem coligação) | 176.809 | 49,42%     |

## Resultado da eleição para senador
Conforme o Tribunal Superior Eleitoral foram apurados 328.751 votos nominais, 31.248 votos em branco (8,13%) e 24.352 votos nulos (6,34%), resultando no comparecimento de 384.351 eleitores.
| Candidatos a senador da República | Primeiro suplente de senador   | Número | Coligação           | Votação | Percentual |
| --------------------------------- | ------------------------------ | ------ | ------------------- | ------- | ---------- |
| João Abraão PSD                   | Péricles Pedro da Silva PSD    | -      | PSD (sem coligação) | 161.001 | 48,97%     |
| Coimbra Bueno UDN                 | Frederico Nunes da Silva UDN   | -      | UDN (sem coligação) | 134.938 | 41,05%     |
| Geraldo de Araújo Vale PL         | Antônio Batista de Oliveira PL | -      | PL (sem coligação)  | 32.812  | 9,98%      |